# Breda (motorfiets)
Breda is een Italiaans historisch motorfietsmerk, maar was aanvankelijk een vliegtuigfabriek.
De bedrijfsnaam was: Aer-Breda S.p.A, Societa Italiana Ernesto Breda, Milano.
Società Italiana Ernesto Breda was al in 1886 opgericht als machinefabriek waar locomotieven en ander spoorwegmaterieel gemaakt werden. Later werd het een vliegtuigfabriek en kort voor de Tweede Wereldoorlog werden er ook een klein aantal trolleybussen gemaakt.
Na de oorlog mochten er geen vliegtuigen meer gemaakt worden en zocht het bedrijf andere bestaansmiddelen. In 1946 verscheen een lichte autocycle met een 65cc-tweetaktmotor en een plaatframe waarin de brandstoftank geïntegreerd was. Aan de voorkant zat een plaatstalen trapeziumvork, de machine had geen achtervering. Tot grote productie-aantallen kwam het niet en in 1951 werd de productie beëindigd.
Breda werd in 1962 genationaliseerd maar ging in de jaren negentig failliet. Uiteindelijk fuseerde het met Gio. Ansaldo & C. om zo AnsaldoBreda te vormen.